# Isar (Burgos)
Isar ist ein Ort und eine Gemeinde (municipio) mit 285 Einwohnern (Stand: 2024) in der Provinz Burgos in der nordspanischen Autonomen Region Kastilien-León. Die Gemeinde gehört zur Comarca Odra-Pisuerga. Zur Gemeinde gehören neben dem Hauptort noch die Ortschaften Palacios de Benaver, Cañizar de Argaño und Villorejo.

## Lage
Isar liegt in der kastilischen Hochebene (meseta) in einer Höhe von etwa 844 Metern ü. d. M. und etwa 20 Kilometer in westnordwestlicher Entfernung von der Stadt Burgos. Durch die Gemeinde führt die Autovía A-231.

## Bevölkerungsentwicklung
| Jahr      | 1910 | 1930 | 1950 | 1970 | 1991 | 2001 | 2011 | 2021 |
| Einwohner | 431  | 417  | 453  | 297  | 425  | 420  | 360  | 291  |

## Wirtschaft
Die Region ist seit Jahrhunderten wesentlich von der Landwirtschaft geprägt; die Bewohner früherer Zeiten lebten hauptsächlich als Selbstversorger, aber auch Handwerk und Kleinhandel spielten eine Rolle. Ein Schwerpunkt lag auf der Anzucht von Bäumen aller Art, die letztlich in ganz Zentralspanien angepflanzt wurden.

## Sehenswürdigkeiten
- Marienkirche in Isar
- Martinskirche in Isar
- Kirche San Caprasio in Cañizar de Argaño
- Kirche San Martín Obispo in Palacios de Benaver
- Benediktinerkloster San Salvador bei Palacios de Benaver
- Einsiedelei Nostra Señora de Argaño

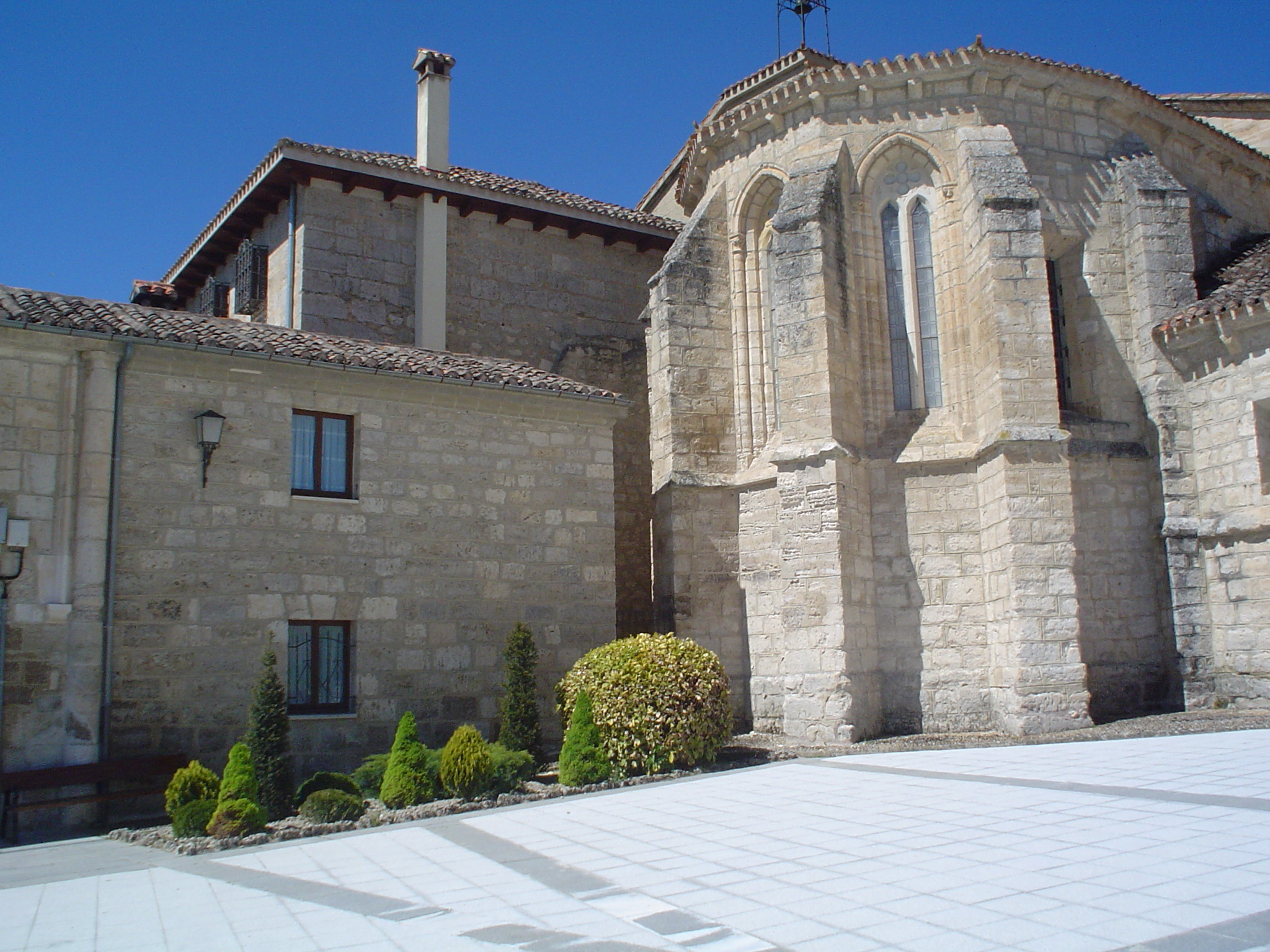
Benediktinerkloster San Salvador